# 香那
香那（かな、1983年〈昭和58年〉11月18日 - ）は、日本の元ファッションモデル。夫は元ロンドンブーツ1号2号の田村淳。所属事務所は、元はエスプリモデルズだったが、エスプリモデルズが2011年にフロントに吸収合併されて、フロントのエスプリ・ディヴィジョン (ESPRIT) 所属。本名・田村香那（旧姓・西村）。

## 略歴
2001年7月、テレビ東京系『ASAYAN』の「ViVi専属モデルオーディション」で優勝。同年9月22日発売の『ViVi』11月号で同誌のモデルとしてデビュー。
2013年9月17日に田村淳と結婚。結婚発表はロンドンハーツで3時間特番として生放送された。モデル引退後であった為、番組内では「一般女性」と扱われ、マスコミによっても「元モデルの香那さん」「家事手伝いの西村香那さん」などの表記が見られる。
2016年10月27日、田村のTwitterで第1子女児が誕生したことが公表された。
2020年6月に第2子次女を出産。

## 出演

### 雑誌
- ViVi（講談社）
- sweet別冊（宝島社）
- Oggi（小学館）

### テレビ広告
- NEC「N-04C」
- シーザー「プチラグジュアリー」
- キヤノン「PIXUS」
- 三菱東京UFJ銀行
- 花王「シフォネ」
- 郵政事業庁
- 日産自動車「CUBE」
- サークルK
- きもの友禅

### グラフィック広告
- Nikon
- フィリップモリス バージニア
- 千趣会
- 日本生活協同組合連合会
- 西武新宿PePe
- 丸井
- パパウォッシュ
- エステアップ

### ショー出演
- 三松
- EDWIN
- ANNA SUI
- GLAD NEWS